# Amicroterys tatricus
Amicroterys tatricus is een vliesvleugelig insect uit de familie Encyrtidae. De wetenschappelijke naam is voor het eerst geldig gepubliceerd in 1958 door Hoffer.